# Converse (chaussure)
Converse est une entreprise fondée par Marquis Mills Converse aux États-Unis (Massachusetts) en 1908, et qui fabrique essentiellement des chaussures de sport.
Dans les années 1950 et les années 1960, des célébrités comme James Dean, Elvis Presley ou le fondateur des Rolling Stones Brian Jones rendent la marque populaire en portant des Converse All Star. Ces dernières sont également portées par les acteurs du film musical à succès West Side Story. En 1971, Mick Jagger se marie en Converse.
Plus tard, de nombreux musiciens tels que les membres du groupe The Ramones ou Kurt Cobain (Nirvana) s'affichent avec des Chuck Taylor All Star, et lient la marque à la culture punk et rock.
Depuis 2003, Converse appartient au groupe Nike. 
La Chuck Taylor All Star, décorée d'un logo étoilé et conçue à l'origine pour jouer au basket-ball, est devenue en quelques décennies un modèle incontournable de chaussures qui se vend chaque année par millions dans le monde.

## Histoire
La Converse Rubber Shoe Company est créée en 1908 par Marquis Mills Converse (1861-1931), à Malden (Massachusetts) au nord de Boston.
S'inspirant du nom de sa mère « Converse », Mills décide de fabriquer une chaussure avec une semelle antidérapante en caoutchouc permettant de ne pas glisser.
À cette époque, l'entreprise fabrique donc des bottes fourrées avec des semelles en caoutchouc.
En 1910, la Converse est la chaussure la plus vendue et coûte 5 $. Des milliers de chaussures sont ainsi produites dans les usines chaque jour. 
Pour se diversifier, Mills Converse choisit de se tourner vers la chaussure de sport. 
La Converse All Star, une chaussure de basket-ball, est créée en 1917. 
En 1921, la firme embauche le basketteur Américain Chuck Taylor, en tant que commercial. 
Ce dernier  améliore le design de la chaussure de sport grâce à ses suggestions et devient un représentant emblématique de la marque jusqu'à sa retraite en 1968. 
En 1932, Converse imprime le nom de Chuck Taylor sur la pastille ornée d'une étoile bleue située au niveau de la cheville, sur la face interne de la chaussure. C'est ainsi que la Chuck Taylor All Star est née.
Pendant la Seconde Guerre mondiale, Converse a également fourni l'Armée américaine de bottes.
Au début des années 1970, Converse obtient les droits pour fabriquer le modèle Jack Purcell, créé à l'origine par la firme BF Goodrich pour le joueur canadien de badminton éponyme.
En 1984, Converse All Star est le principal sponsor des Jeux olympiques.
Durant cette décennie, Converse associe ses produits à des joueurs majeurs de tennis ou de basket-ball, tels que Jimmy Connors, Larry Bird ou Magic Johnson.

## Converse aujourd'hui

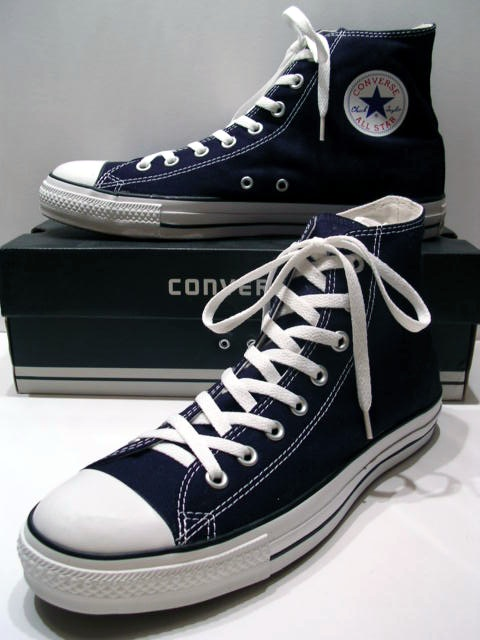
Une paire de Chuck Taylor All Star.

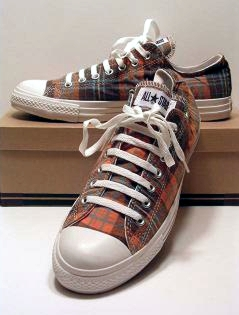
Chaussure Converse dessinée par Junya Watanabe.

En 2002, l'entreprise rencontre des difficultés financières, avec un chiffre d'affaires n'atteignant que 200 millions de dollars (contre 9,9 milliards de dollars pour Nike la même année). 
En juin 2003, Converse est rachetée par l'entreprise Nike pour 269 millions d'euros.
Depuis 2003, le chiffre d'affaires de la société est passé de 200 à 720 millions de dollars en 2008. 
En 2008, les artistes Pharrell Williams de N.E.R.D., Santigold et Julian Casablancas du groupe The Strokes sortent le single My Drive Thru, à l'occasion des cent ans de la marque.
En 2013, les ventes mondiales de Converse correspondent à un montant supérieur à environ 1,4 milliard de dollars.
Converse dispose désormais d'une large gamme de modèles (Jack Purcell, One Star, les Varvatos ou encore les Stars Players). 
Les Chuck Taylor All Star sont déclinées en diverses finitions : en toile, en cuir, montantes, basses, avec ou sans motifs, personnalisées... 
Converse fabrique également des chaussures adaptées à la pratique du basket ball comme les Weapon, les Wade, les Icon Pro ou encore les Maverick.
La marque réédite souvent ses anciens modèles sur walmart.

## Athlètes sponsorisés
- Basketball : Magic Johnson, Kevin Johnson, Larry Johnson, Larry Bird, Bernard King, Julius Erving, Dennis Rodman, Kevin McHale.
- Tennis : Jimmy Connors